# Igreja de Santa Maria em Vallicella
Santa Maria in Vallicella ou Igreja de Santa Maria em Vallicella, chamada também simplesmente de Chiesa Nuova ("Igreja Nova"), é uma igreja titular de Roma, Itália, com a fachada de frente para o Corso Vittorio Emanuele II na esquina com a Via della Chiesa Nuova. É a principal igreja dos oratorianos, uma congregação religiosa de padres seculares fundada em 1561 por São Filipe Néri na mesma época que, na esteira da Contrarreforma, emergiam diversas organizações religiosas como os jesuítas, os teatinos e os barnabitas.
O cardeal-presbítero protetor do título de Santa Maria em Vallicella é Ricardo Blázquez Pérez.

## História
São Gregório Magno construiu a primeira igreja neste local e, no século XII, ela estava dedicada a Santa Maria in Vallicella ("Nossa Senhora do Vale Pequeno"). Em 1575, o papa Gregório XIII reconheceu o grupo de Néri e deu-lhe esta igreja e o pequeno convento anexo.
São Filipe, ajudado pelo cardeal Pier Donato Cesi e por Gregório, reconstruiu o edifício já no mesmo ano. Quando Pier Donato morreu, seu irmão, Angelo Cesi, bispo de Todi, continuou a patrocinar a obra. No começo, o arquiteto era Matteo di Città di Castello, mas ele foi substituído por Martino Longhi, o Velho. A nave foi completada em 1577 e a igreja foi consagrada em 1599. A fachada, projetada por Fausto Rughesi, foi completada em 1605 ou 1606.
Os símbolos heráldicos dos Cesi ainda são evidentes por toda a igreja.

## Interior
A planta do interior segue o design da Contrarreforma para igrejas, estabelecido pela Igreja de Jesus (Il Gesù); uma nave única com transeptos e capelas laterais levando o fiel direto ao altar-mor. Neri pretendia que o interior fosse simples, com paredes brancas caiadas, mas elas acabaram preenchidas pelos patrocinadores com diversas obras de arte, principalmente entre 1620 e 1690, inclusive obras-primas de alguns dos principais mestres romanos destas décadas. Santa Maria é renomada especialmente por suas peças-de-altar de Barocci, a decoração dos tetos de Pietro da Cortona e a peça-de-altar em ardósia e cobre de Rubens.
As decorações de Pietro da Cortona incluem a "Trindade" no interior da cúpula (1647/51), os profetas Isaías, Jeremias, Daniel e Ezequiel nos quatro pendículos e o afresco da "Assunção da Virgem" na abside (1655/6 e 1659/60). Há uma continuação visual entre os afrescos da cúpula e da abside facilitada pela ausência de um tambor suportando a cúpula. A Virgem na abside ergue seus olhos em direção ao céu e o Pai, na cúpula, estende sua mão como se estivesse abençoando-a.
O afresco da abóbada da nave, "Milagre da Madona de Vallicella", foi executado entre 1664 e 1665. A obra está claramente circundada por uma moldura elaborada de ouro, um quadro riportato, e está pintada a partir de um ponto de vista de influência veneziana conhecida como "di sotto in su"  ("de baixo para cima").
Seus projetos para a decoração da abóbada à volta da pintura, de estuque branco e dourado que incorpora elementos figurativos, geométricos e naturalísticos, é obra de Cosimo Fancelli e Ercole Ferrata. Nas paredes da nave, do transepto e também no teto do presbitério estão telas com "Episódios do Antigo e Novo Testamento", de Lazzaro Baldi, Giuseppe Ghezzi, Daniele Seiter, Giuseppe Passeri e Domenico Parodi.

### Capelas
Planejada na reconstrução da Chiesa Nuova estava a dedicação de todos aos mistérios da Virgem. Começando no braço esquerdo do transepto e continuando pelas cinco capelas de cada um dos lados da nave até o braço direito, os altares foram dedicados a Apresentação ao Templo, Anunciação, Visitação, Natividade, Adoração dos Pastores, Circuncisão, Crucificação, a Pietà, Ressurreição, Ascensão, Vinda do Espírito Santo, Assunção e a Coroação.
A peça-de-altar da primeira capela à direita é uma "Crucificação", de Pulzone, e o teto em afresco é de Lanfranco. A terceira peça-de-altar é uma "Ascensão", de Girolamo Muziano, a quarta, um "Pentecostes", de Giovanni Maria Morandi, e o quinto, uma "Assunção", de Cerrini. No transepto está uma "Coroação de Maria", de Cavaliere d'Arpino, que também pintou a peça-de-altar da primeira capela à direita, "Apresentação no Templo".
À direita do presbitério está a capela da família Spada, completada em 1593 por Rainaldi. Nela está uma "Madona com o Menino e os Santos Carlos Borromeo e Inácio de Loyola" (1675), Carlo Maratta. No centro, o cibório de bronze é uma obra de Ciro Ferri (1681). A "Madona com o Menino" e as duas pinturas que a ladeiam, "Santos Domitila, Nereu e Aquileu" e "Santos Gregório Magno, Mauro e Papia" (1606/8) estão entre as poucas obras de Rubens pintadas especificamente por encomenda de Roma. Quando foram instaladas, diz-se que os três painéis em ardósia causaram "furor" entre os romanos, que não estavam acostumados ao estilo flamengo de pintura. A peça-de-altar de Rubens foi encomendada pelo monsenhor Jacopo Serra por 300 scudi. Genovês, Jacopo era sócio do Banco Pallavicini e irmão de Maria Di Antonio Serra, cujo retrato, pintado em 1606, é considerado um dos melhores retratos de Rubens.
No braço esquerdo do transepto está "Apresentação de Maria ao Templo" (1593/4), de Federico Barocci. Ele completou duas peças-de-altar que eram muito admiradas em seu tempo, incluindo a que está na "Capela da Visitação" (1583/6).
A sacristia foi iniciada em 1621, baseada nos planos de Mario Arconio e completada por Paolo Maruscelli em 1629. Nela está um grupo de esculturas chamado "São Filipe com um Anjo", de Alessandro Algardi. Os afrescos nas paredes são de Francesco Trevisani, a "Benção de Cristo", de Cerrini, e os afrescos do teto ("Anjos carregando os Instrumentos da Paixão" (1633/4), de Pietro da Cortona.
A quinta peça-de-altar à esquerda é uma "Anunciação", de Passignano. Na quarta capela está uma "Visitação", de Barocci, e o teto está decorado com um afresco "Santos", de Saraceni. Na terceira, uma "Adoração pelos Pastores", de Durante Alberti, e os afrescos da abóbada, "Santo", são de Cristofano Roncalli. A segunda peça-de-altar é uma "Adoração dos Magos", de Cesare Nebbia, e a da primeira, uma "Apresentação no Templo", de Cavaliere d'Arpino.
Uma pintura que não permaneceu na capela para a qual foi encomendada merece ser mencionada. "Sepultamento de Cristo", de Caravaggio, foi encomendada por Alessandro Vittrice, sobrinho de um dos amigos de São Filipe Néri e revela a cena do sepultamento de Jesus de uma forma radicalmente naturalista, estranha à grandiosidade encontrada em todas as demais peças-de-altar da igreja. A obra original está hoje na Pinacoteca Vaticana.

### Túmulo de São Filipe
São Filipe Néri está enterrado na capela à direita do coro, que é dedicada a ele, num túmulo decorado com madrepérola. Projetado por Onorio Longhi em 1600, a seção octogonal anterior da capela traz uma pintura de São Filipe no centro da abóbada por Roncalli e uma peça-de-altar, "A Virgem aparecendo para São Filipe Néri", de Guido Reni (atualmente uma cópia em mosaico). Na seção interior, mais reservada, da capela, Cortona acrescentou uma lanterna para melhorar a iluminação no topo da cúpula, cujo interior foi redecorado, provavelmente por Ciro Ferri.

## Casa dei Filippini
Anexa à igreja está a "Casa dei Filippini", conhecida como "Casa dos Oratorianos", cuja fachada de tijolos se destaca contra o branco do travertino na fachada da igreja. A Casa abriga o oratório projetado pelo arquiteto barroco Francesco Borromini.

## Galeria

Imagens da igreja
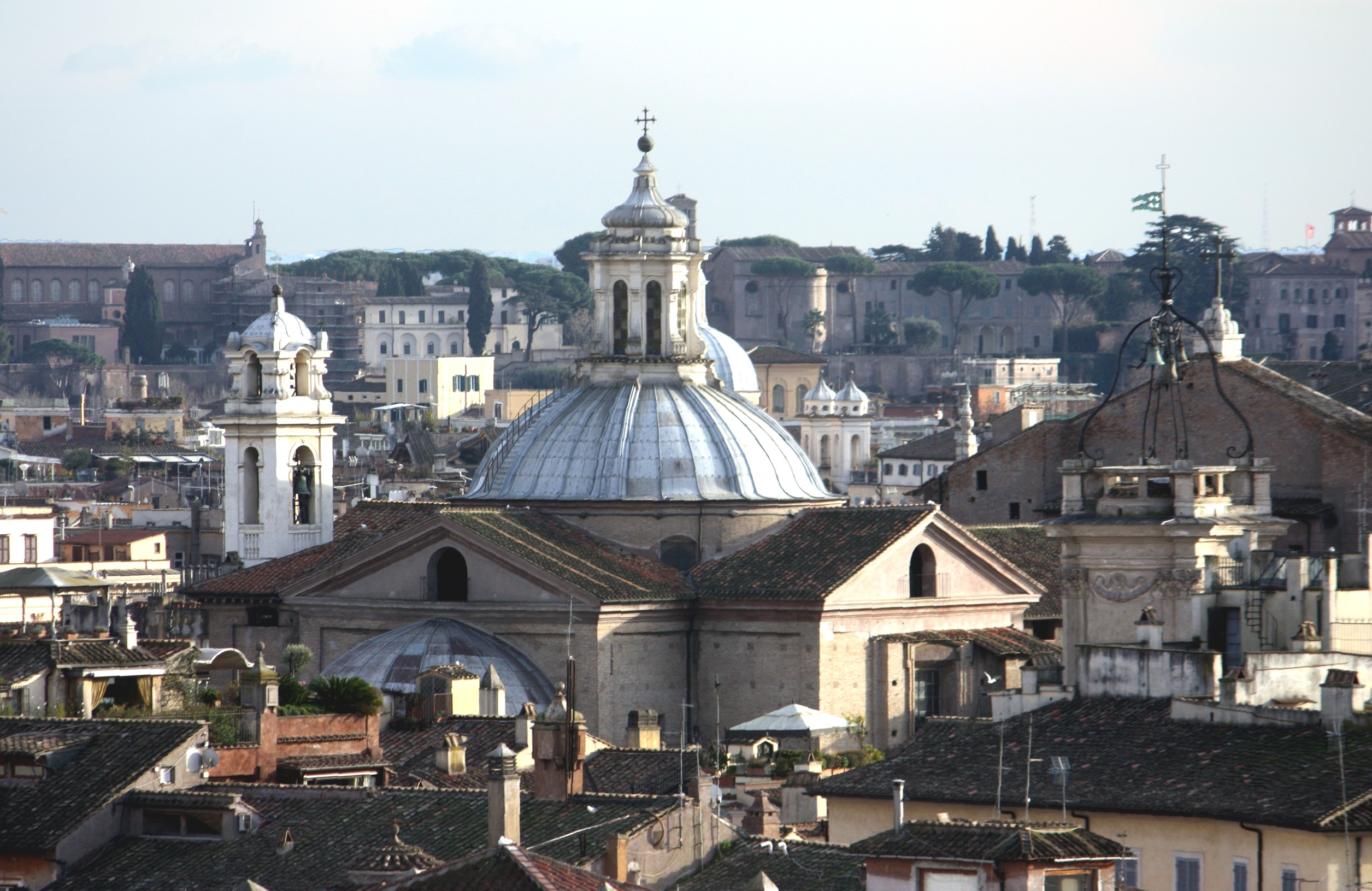
Vista a partir do Castel Sant'Angelo
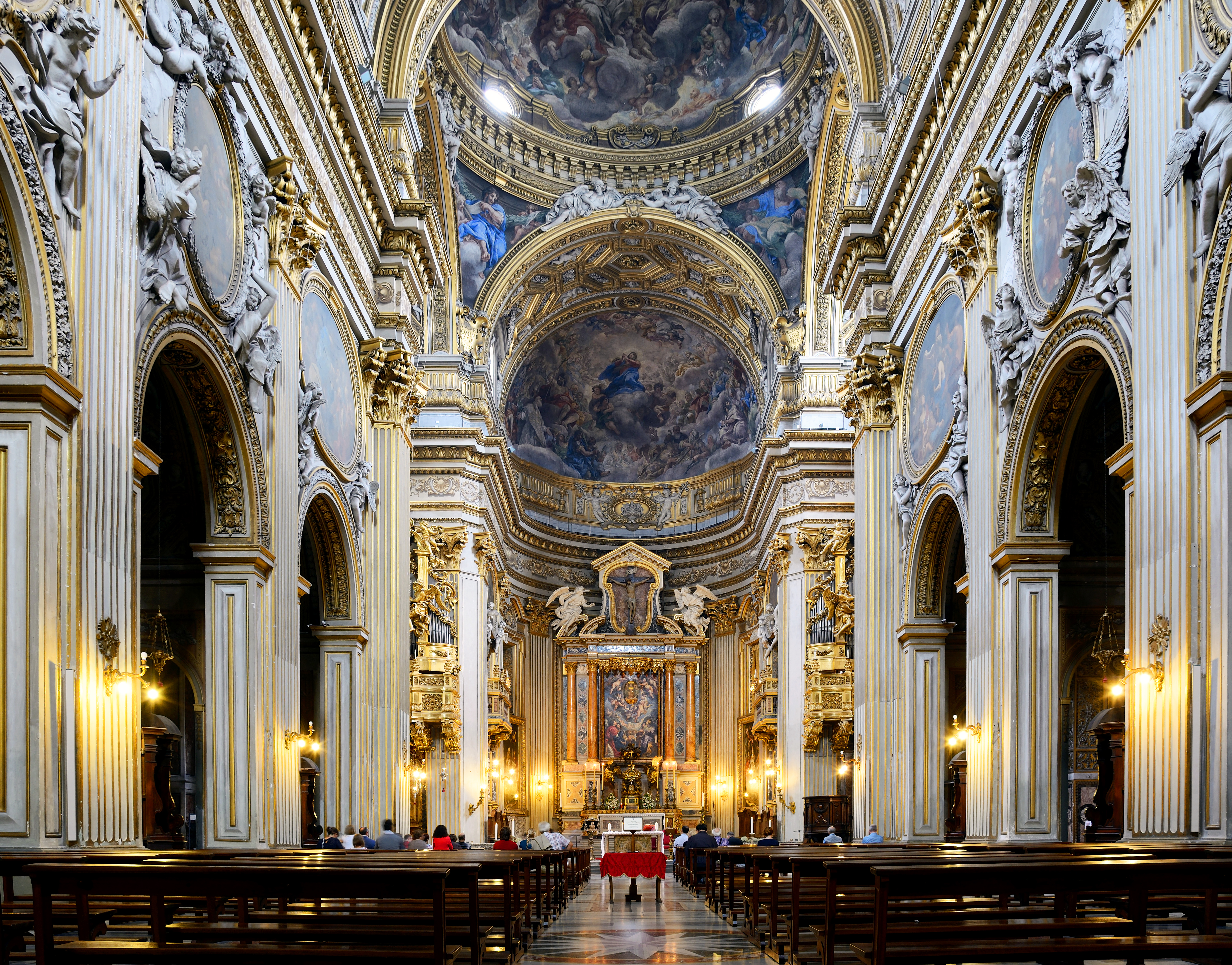
Vista geral do interior
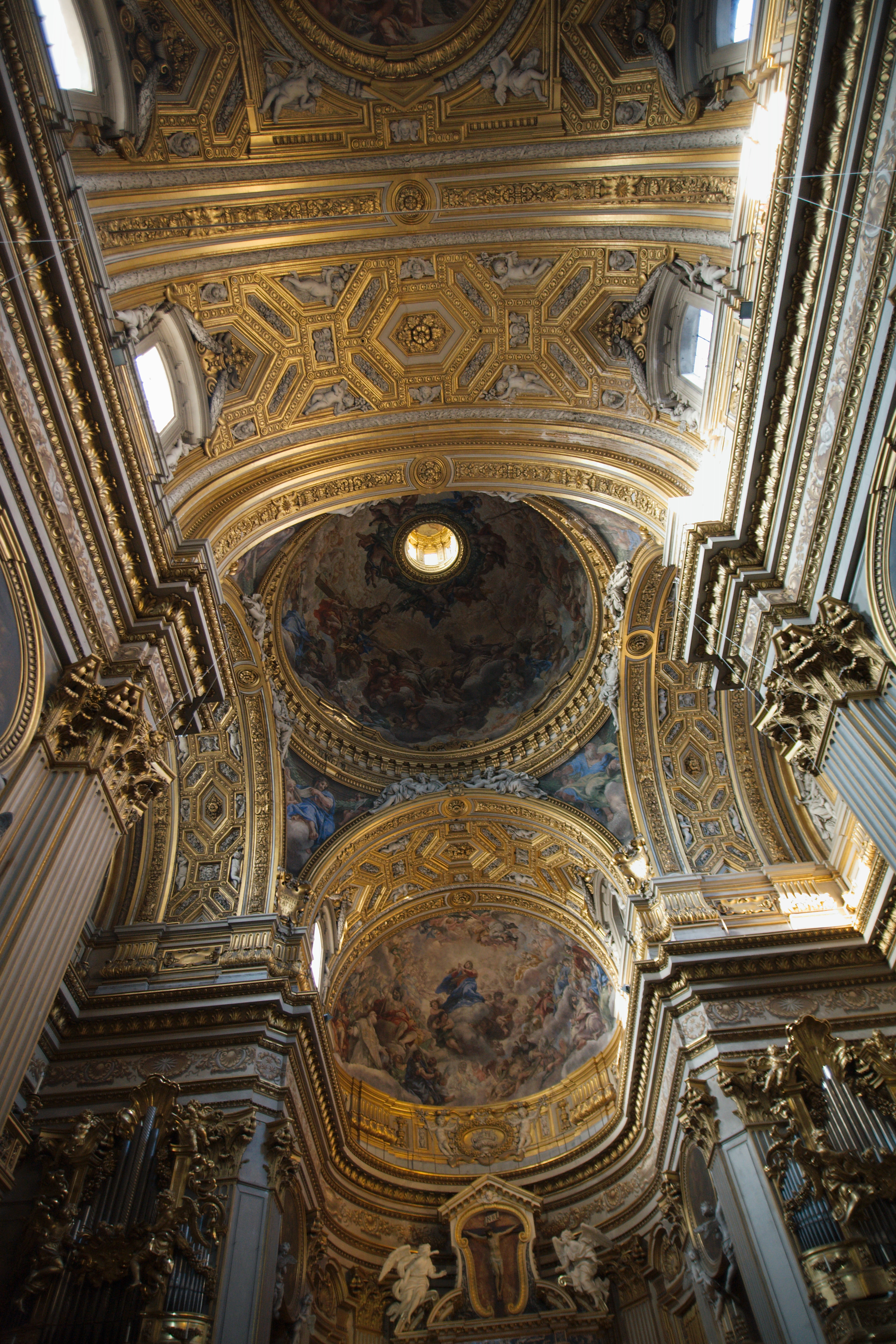
Interior da cúpula
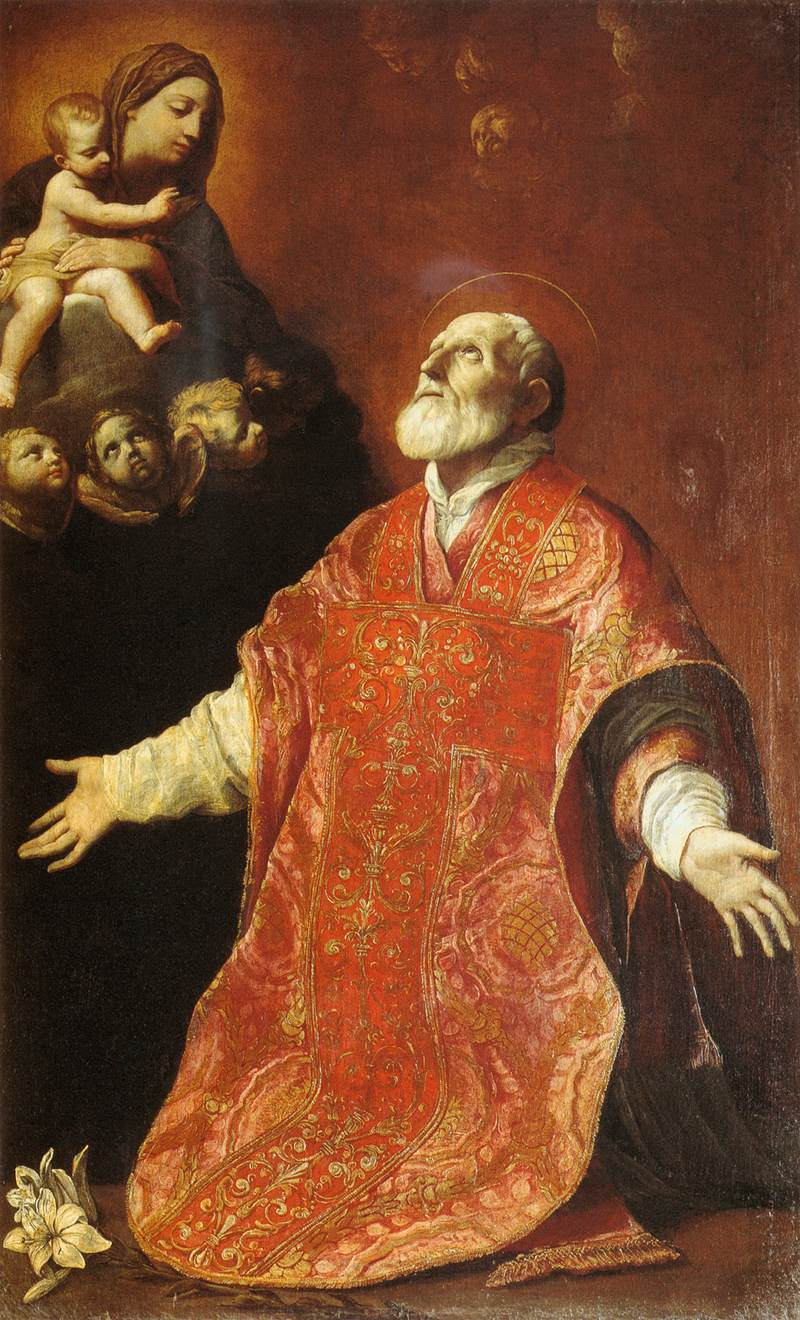
"Êxtase de São Filipe", de Guido Reni
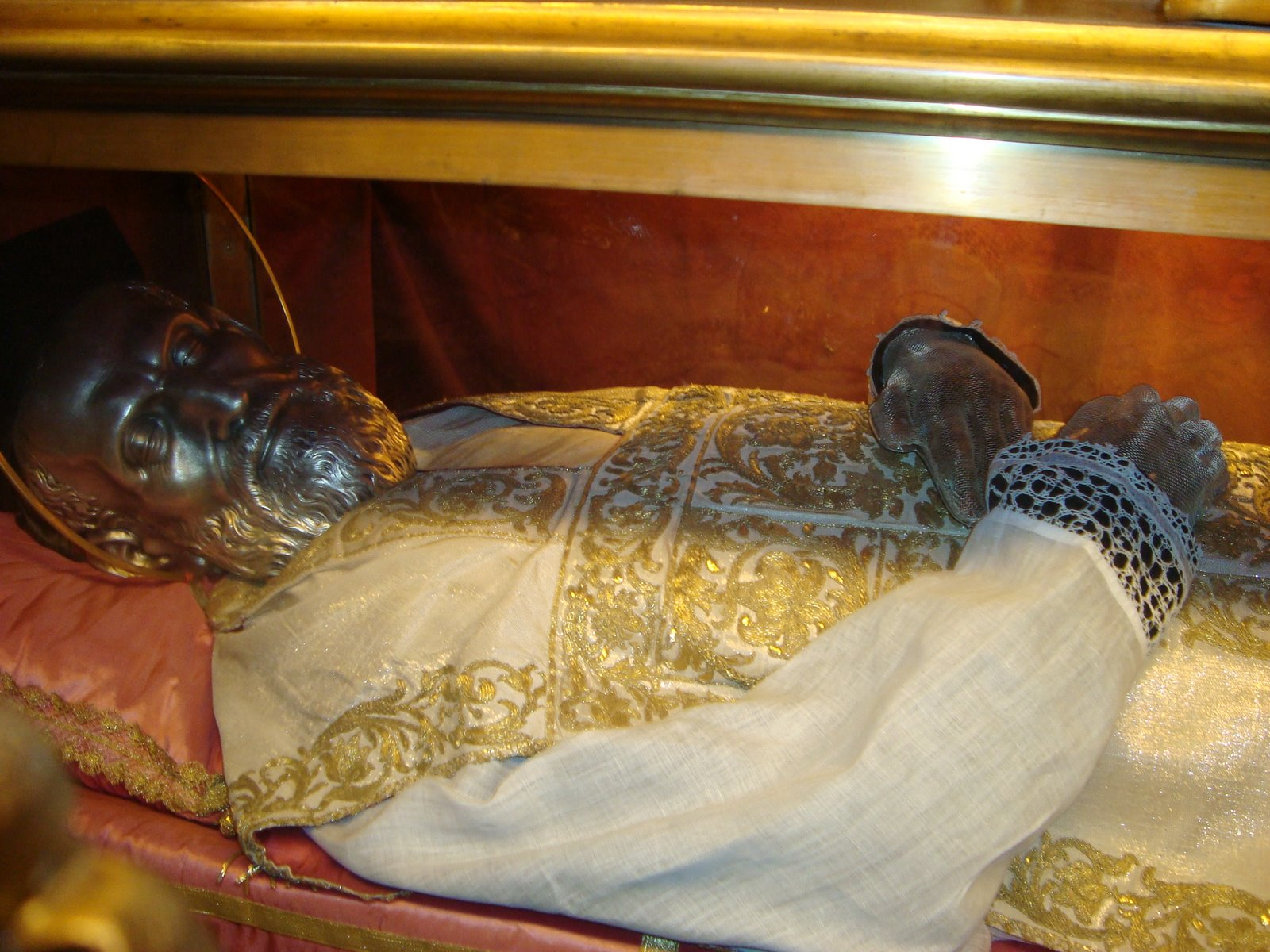
Capela de São Filipe Néri